# Batalha de Sentino
A Batalha de Sentino foi a batalha decisiva da Terceira Guerra Samnita, travada em 295 a.C. perto de Sentino, na qual os romanos conseguiram vencer um grande exército formado por samnitas e gauleses sênones. A vitória romana acabou com a a formidável coalizão de samnitas, etruscos, úmbrios e sênones e deixou os samnitas sozinhos, pavimentando o caminho para a vitória final cinco anos depois. Os romanos foram comandados pelos cônsules Quinto Fábio Máximo Ruliano e Públio Décio Mus, que morreu em combate.

## Contexto
Em 297 a.C., Fábio Ruliano já havia vencido os samnitas na Batalha de Tiferno e Décio Mus, uma força vinda da Apúlia perto de Malevento. Ambos passaram os quatro meses seguintes arrasando Sâmnio. Fábio tomou ainda a cidade de Cimetra (localização desconhecida). No ano seguinte, os dois continuaram no comando das operações como procônsules e receberam uma extensão de seis meses para terminarem a guerra. Enquanto isto, o cônsul Ápio Cláudio Cego partiu para a Etrúria à frente de duas legiões e 15 000 tropas aliadas enquanto que seu parceiro, Lúcio Volúmnio Flama Violente, seguiu para Sâmnio com suas duas legiões e 12 000 aliados. Cláudio Cego sofreu alguns revezes e Volúmnio Flama seguiu até ele para ajudar; os dois cônsules juntaram seus exércitos e conseguiram derrotar os etruscos, permitindo que Volúmnio retornasse para Sâmnio para liberar os dois procônsules, cuja extensão estava para terminar. Nesse ínterim, os samnitas conseguiram alistar ainda mais tropas e passaram a atacar os territórios romanos e aliados na Campânia. Volúmnio conseguiu repeli-los, mas os raides alarmaram os romanos, pois notícias de que os etruscos estariam se armando e teriam convidado os samnitas de Gélio Egnácio. Os úmbrios se juntaram a eles e grandes somas em dinheiro teriam sido oferecidas aos gauleses. Logo depois chegaram relatos de uma coalizão real entre estes quatro povos e que havia um "gigantesco exército de gauleses".
Era a primeira vez que Roma teve que enfrentar uma coalizão tão ampla e seria a maior guerra já enfrentada pelos romanos. Por conta disto, os dois melhores comandantes romanos, Fábio Ruliano e Décio Mus, os procônsules, foram novamente eleitos cônsules para 295 a.C.. Os dois assumiram a guerra na Etrúria com quatro legiões (cerca de 40 000), um grande corpo de cavalaria e 1 000 soldados campânios. Os aliados samnitas conseguiram amealhar um exército ainda maior. Para enfrentá-los, o comando de Lúcio Volúmnio foi prorrogado por um ano, à frente de duas legiões. Lívio conta que a missão de Volúmnio, à frente de uma força tão grande, era parte de uma estratégia diversionária para forçar os samnitas a voltarem para seu próprio território, limitando a guerra na Etrúria. Dois contingentes de reserva liderados por propretores foram estacionados na terra dos faliscos e perto do monte Vaticano — Cneu Fúlvio Máximo Centúmalo e Lúcio Postúmio Megelo respectivamente — com a missão de proteger Roma.
Os etruscos, samnitas, sênones e úmbrios cruzaram os Apeninos e seguiram para Sentino. O plano era que os samnitas e os sênones atacariam os romanos enquanto etruscos e úmbrios tentariam tomar seu acampamento durante a batalha. Porém, desertores de Clúsio contaram a Fábio Ruliano o plano e o cônsul ordenou que as legiões que estavam em Falérios e no monte Vaticano que marchassem para Clúsio para arrasar seu território, outra tática diversionária. Os etruscos deixaram Sentino e voltaram para defender suas terras e, segundo Lívio, depois que eles se foram, as forças inimigas ficaram numericamente similares e que etruscos e úmbrios estivessem ali teria sido um desastre para os romanos. Enquanto Megelo foi enviado de volta a Roma, Centúmalo invadiu a Etrúria e passou a devastar o território. Quando as cidades de Clúsio e Perúsia enviaram exércitos para acabar com a sua tática destrutiva, Centúmalo rapidamente derrotou-as.

## Batalha
Os dois exércitos chegaram na planície de Sentino, mas a batalha só ocorreria dois dias depois. Finalmente, sem condições de controlar a ansiedade de suas tropas, os romanos atacaram. Os sênones estavam na ala direita e os samnitas, na esquerda. Do lado romano, Fábio Ruliano estava na direita e Décio Mus, na esquerda.
Fábio lutou defensivamente numa tentativa de transformar a batalha num teste da disposição do inimigo, esperando que os samnitas desistissem. Décio lutou agressivamente e ordenou que sua cavalaria atacasse, mas foram repelidos pela cavalaria samnita duas vezes. Num segundo ataque, os cavaleiros conseguiram chegar até as linhas inimigas, mas sofreram um ataque de carros de guerra, que os desorganizou e desmontou. A linha da infantaria romana foi também rompida pelos carros sênones, que viram seguidas da infantaria. Públio Décio decidiu então se sacrificar ("devotio"), um ritual no qual o comandante realizava alguns rituais específicos aos deuses romanos e se lançava diretamente no meio das linhas inimigas quando suas tropas estavam em apuros. Seu pai, Públio Décio Mus havia feito o mesmo na Batalha do Vesúvio.
O heroísmo de Décio Mus energizou os romanos na ala esquerda, que também receberam reforços de dois contingentes de reserva convocados por Fábio Ruliano. Na direita, Fábio ordenou que sua cavalaria flanqueasse a ala esquerda samnita e atacasse enquanto sua infantaria forçava o avanço. Em seguida, ele convocou mais tropas de reserva, forçando os samnitas a fugirem atravessando as linhas sênones que, para se defenderem, se fecharam numa formação tartaruga. Fábio ordenou que 500 hastados atacassem pela retaguarda em conjunto com um ataque combinado do centro da linha de infantaria e uma carga de cavalaria. Ele próprio seguiu para tomar o acampamento samnita, cortando a rota de fuga dos sênones, que foram derrotados. Segundo Lívio, os romanos perderam 8 700 homens enquanto seus inimigos perderam 20 000.

## Consequências
Lívio relata que alguns autores que ele consultou exageraram o tamanho da batalha, afirmando que os úmbrios também teria participado, elevando as forças inimigas para 60 000 na infantaria, 40 000 na cavalaria e 1 000 carros de guerra, e que as duas legiões de Flama Violente também teriam participado. Segundo ele, Flama estava lutando em Sâmnio e teria derrotado uma força samnita em Tiferno. Depois da batalha, 5 000 samnitas tentaram voltar para casa através do território dos pelinos, mas foram atacados pelos locais e perderam mais 1 000 homens. Fábio Ruliano deixou o exército de Décio Mus para vigiar a Etrúria, onde Perúsia ainda continuava em guerra, e seguiu para Roma para celebrar um triunfo. Ápio Cláudio Cego foi então enviado para assumir o exército de Décio como propretor e enquanto Fábio Ruliano marchou para enfrentar e derrotar os perúsios. Os samnitas atacaram a região do vale do rio Liris (em Fórmias e Véscia) e do rio Volturno, mas foram perseguidos tanto por Cláudio Cego quanto por Flama Violente, que juntaram suas forças e os derrotaram perto de Caiatia, perto de Cápua.
A vitória romana rompeu a coalizão. Etruscos, úmbrios e sênones deixaram a guerra. Os samnitas, além de perderem seus aliados, sofreram pesadas perdas enquanto os romanos continuavam a vencer os confrontos. Na fase final da guerra, que terminou cinco anos depois, os romanos já haviam arrasado completamente Sâmnio e forçaram a capitulação irrestrita dos samnitas, o que lhes deu o controle completo da maior parte da Itália central e parte da Itália meridional. Os sênones foram vencidos definitivamente em 283 a.C., o mesmo ano no qual a invasão dos boios foi detida na Batalha do Lago Vadimo.